# Losse (Francja)
Losse – miejscowość i gmina we Francji, w regionie Nowa Akwitania, w departamencie Landy.
Według danych na rok 1990 gminę zamieszkiwało 347 osób, a gęstość zaludnienia wynosiła 3 osób/km² (wśród 2290 gmin Akwitanii Losse plasuje się na 838. miejscu pod względem liczby ludności, natomiast pod względem powierzchni na miejscu 25.).